# Jäppnästjärnen
Jäppnästjärnen är en sjö i Skellefteå kommun i Västerbotten och ingår i Rickleåns huvudavrinningsområde. Sjön har en area på 0,0822 kvadratkilometer och ligger 152,3 meter över havet.

## Delavrinningsområde
Jäppnästjärnen ingår i det delavrinningsområde (715981-172861) som SMHI kallar för Mynnar i Göksjön. Medelhöjden är 179 meter över havet och ytan är 6,06 kvadratkilometer. Det finns inga avrinningsområden uppströms utan avrinningsområdet är högsta punkten. Vattendraget som avvattnar avrinningsområdet har biflödesordning 2, vilket innebär att vattnet flödar genom totalt 2 vattendrag innan det når havet efter 64 kilometer. Avrinningsområdet består mestadels av skog (75 procent). Avrinningsområdet har 0,08 kvadratkilometer vattenytor vilket ger det en sjöprocent på 8,2 procent.